# Pomniki przyrody w gminie Świekatowo
Na terenie gminy Świekatowo, w powiecie świeckim, w województwie kujawsko-pomorskim znajduje się 9 pomników przyrody w tym 7 przyrody ożywionej i 2 nieożywionej. 
Wśród nich wyróżniono 1 grabową aleję parkową, 2 grup drzew, 4 pojedyncze drzewa, 1 źródło i 1 głaz narzutowy. Na uwagę zasługuje dąb w Zalesiu Królewskim o obwodzie 472 cm, lipa w Janiej Górze o obwodzie 470 cm i grabowa aleja parkowa w Szewnie.
Prawne zestawienie pomników przyrody w gminie prezentuje się następująco:
| Nr | Lokalizacja                            | Forma             | Nazwa                                                                  | Sztuk | Obwody przy powołaniu [cm]          | Działka ew. | Nr rej. woj. | Rok powołania | Zdjęcie |
| -- | -------------------------------------- | ----------------- | ---------------------------------------------------------------------- | ----- | ----------------------------------- | ----------- | ------------ | ------------- | ------- |
| 1. | Jania Góra                             | pojedyncze drzewo | dąb szypułkowy                                                         | 1     | 304                                 | 285         | 60           | 1997          |         |
| 2. | Lipienica na brzegu jeziora Zaleskiego | źródło            | źródło                                                                 | 1     | -                                   | -           | 1293         | 1995          |         |
| 3. | Małe Łąkie                             | pojedyncze drzewo | dąb szypułkowy                                                         | 1     | 330                                 | 46/6        | 1442         | 1997          |         |
| 4. | w jeziorze Szewionek, w pobliżu Szewna | głaz narzutowy    | głaz narzutowy Diabelski Kamień                                        | 1     | 1000                                | 35          | 63           | 1991          |         |
| 5. | Szewno                                 | grupa drzew       | 3 lipy drobnolistne 2 buki zwyczajne 2 dęby szypułkowe sosna zwyczajna | 8     | 320, 310, 305 310, 300 305, 300 280 | 9           | 1443         | 1997          |         |
| 6. | Szewno park dworski                    | grupa drzew       | 2 dęby szypułkowe lipa drobnolistna                                    | 3     | 350, 305 280                        | 26/3        | 64           | 1991          |         |
| 7. | Szewno park dworski                    | aleja parkowa     | 60 grabów pospolitych                                                  | 60    | od 47 do 195                        | 26/3        | 65           | 1991          |         |
| 8. | Zalesie Królewskie                     | pojedyncze drzewo | dąb szypułkowy                                                         | 1     | 472                                 | 39          | 66           | 1991          |         |
| 9. | Jania Góra                             | pojedyncze drzewo | lipa drobnolistna „Bronia”                                             | 1     | 470                                 | 32/11       | -            | 2018          |         |